# شهره شهیدی
شهره شهیدی از استادان دانشگاه در ایران است که در رشته مهندسی متالوژی از دانشگاه صنعتی شریف فارغ‌التحصیل شده‌است. ترجمه مشهور او «متالوژی مکانیکی» از کتاب‌های درسی دانشگاه است که توانست برنده کتاب سال جمهوری اسلامی ایران شود. این کتاب اثر دیتر جورج الوود است.

## مشخصات و سرگذشت
شهره شهیدی از سال ۱۳۵۰ شمسی با اتمام دوره متوسطه، به دانشگاه وارد شد. او توانست پس از ۶ سال در سال ۱۳۵۶ در رشته مهندسی متالوژی دانشگاه صنعتی شریف فارغ‌التحصیل بشود.

## فعالیت‌های علمی
از فعالیت‌های علمی او، می‌توان به عهده‌داری منصب دستیار تحقیقات در دانشکده متالوژی صنعتی شریف اشاره کرد. او همچنین مسئول هماهنگی پروژه‌های بین سازمان گسترش و سازمان UNID0 و همچنین عضویت در هیئت اجرایی جامعه ریخته‌گران ایران بود. او در کنار این شغل، به ترجمه کتاب‌ها و مقاله‌های متعددی در موضوع آهنگری و ریخته‌گری کرد و کتاب متالوژی مکانیکی را ترجمه کرد. این کتاب توانست در دوره نهم کتاب سال جمهوری اسلامی ایران، برنده جایزه کتاب برگزیده بشود.